# دارکوب یوکاتان
دارکوب یوکاتان (نام علمی: Melanerpes pygmaeus) نام یک گونه از سرده سیاه‌خزنده‌ها است.